# Honda CLR 125 CityFly
La CLR 125 CityFly est un modèle de motocyclette de type trail du constructeur japonais Honda.
Le CLR est le remplaçant de la NX 125 TransCity. Contrairement à cette dernière, elle n'existe qu'en 125 cm3. 
Elle est équipée comme un trail (suspensions à grand débattements, pneus à crampons), avec une touche de scrambler grâce à un pot en passage haut. Néanmoins, son terrain de prédilection est la ville, comme l'indique son appellation commerciale (CityFly : Mouche des Villes).
En effet, sa hauteur de selle plus importante qu'une routière ou qu'un roadster permet de dominer le trafic automobile, permettant une meilleure lecture de la circulation. Associée à sa légèreté et sa maniabilité aisée, elle est un atout efficace en agglomération.
Le réservoir de 12 litres autorise une autonomie moyenne de 400 km, fort appréciable pour une utilisation quotidienne (consommation entre 2.5 et 3.4 l/100km).

## Historique
Apparu en France à l'été 1998, sa vente s'est arrêtée en 2003 sans avoir évolué (tous les modèles ayant été construits en 1998). En 2000, un modèle avec une tête de fourche (petit carénage équipé de deux phares alignés sur un plan horizontal) est distribué. Ce modèle a connu une diffusion très marginale.
La production de ces motocyclettes s'est effectuée dans l'usine de Montesa en Espagne. Les plaques constructeurs et les moteurs sont ainsi estampillés du nom du site (Montesa Honda S.A.). Les numéros de séries des cadres commencent à VTMJD18A-WE000001, ceux des moteurs à JD18E-5000001.
À sa sortie il était proposé en une seule couleur (gris métalisé), avec le garde-boue avant et la coque arrière en noir, orange ou vert.
La motorisation est étroitement dérivée de celles équipant les 125 XL, XLS et XLR.
Elle était vendue 23 970 francs, soit 3 650 euros.